# Györgyi Kálmán (szakíró)
Györgyi Kálmán (Pest, 1860. március 7. – Budapest, 1930. január 19.) magyar művészeti író; művészettörténész, rajzpedagógus.

## Életpályája
A középiskolát követően a Műegyetemen és a Képzőművészeti Főiskolán tanult. 1882–1884 között a Fővárosi Iparrajziskola helyettes tanára volt. 1884–1903 között az Iparrajziskola címzetes igazgatója volt. 1897–1911 között főmunkatársa, 1911–1930 között felelős szerkesztője volt a Magyar Iparművészet című folyóiratnak. 1903–1918 között az elemi iskolai rajzoktatás fővárosi szakfelügyelője volt. 1904–1908 között az Országos Iparművészeti Társaság titkára, majd 1908–1930 között igazgatója volt. 1924-től Magyar Királyi kormányfőtanácsos volt.
Írásai a Budapesti Hírlapban (1892–1893), a Hazánkban (1893–1895) és a Magyar Iparban (1900–1901) jelentek meg.
Sírja a Farkasréti temetőben található (43-2-21).

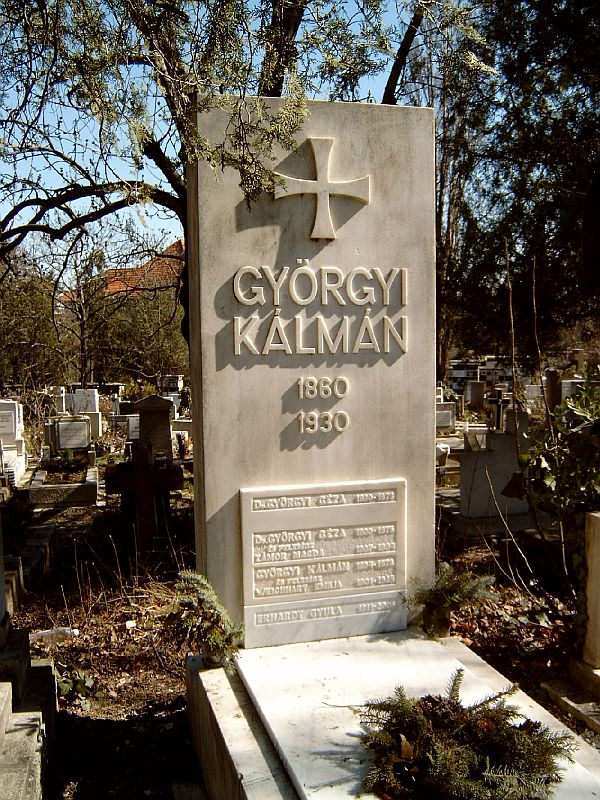
Györgyi Kálmán, és id. és ifj. Györgyi Géza sírja Budapesten. Farkasréti temető: 43-2-21 (építész: Györgyi Dénes)

## Családja
A Györgyi-Giergl művészcsalád tagja volt. Györgyi Giergl Alajos (1821–1863) festőművész és Haliczky Amália (1836–1914) fia. Györgyi Géza építész (1851–1934) testvére volt.

### Gyermekei
- Györgyi Dénes (1886–1961) műépítész, tanár
- Györgyi Margit (1887–1961), férje: Lindner Ernő (1879–1953) mérnök
- Györgyi Laura (1888–1945)
- Györgyi Kálmán (1894–1978)
- Dr. Györgyi Géza (1900–1975) orvos

### Unokái
- Györgyi Géza (1930–1973) fizikus
- Györgyi Kálmán (1939–2019) jogász
- Györgyi Ferenc (1932–1997) mérnök
- Zimányiné Györgyi Magdolna (1934–2016) matematikus
- Györgyi Erzsébet (1936–) etnográfus
- Györgyi Teodóra (1947–) egészségpedagógus

## Művei
- Az iparművészet 1896-ban. Millenniumi Emlékkönyv (szerkesztette: Ráth Györggyel, Budapest, 1897)
- Az iparművészet a párisi kiállításon. 1–3. (Magyar Iparművészet, 1900)
- A világ iparművészete Párisban. 1900. (szerkesztette: Fittler Kamill-lal, Budapest, 1900)
- Iparművészeti dilettantizmus (Magyar Iparművészet, 1904)
- Az iparművészet a milánói kiállításon (Magyar Iparművészet, 1906)
- Jegyzetek a londoni rajzoktatási kongresszusról (Rajzoktatás, 1908 és Népművelés, 1908)
- Jegyzetek a stockholmi iparművészeti kiállításról (Magyar Iparművészet, 1909)
- A svéd kiállítás tanulságai (Magyar Iparművészet, 1910)
- Példatár az alsófokú leányiskolák kézimunkatanításához (szerkesztette, Budapest, 1911)
- Művészi kézimunkatanítás (Magyar Iparművészet, 1918)
- Az Osztrák– Magyar Iparművészeti Társulat, a Baross Szövetség és a Baross Gábor Kör országos iparművészeti és háziipari kiállításának emlékalbuma (összeállította, Budapest, 1919)
- A keleti vásár iparművészete (Magyar Iparművészet, 1921)
- A német iparművészet példaadása. Jegyzetek a müncheni Deutsche Gewerbeschauról (Magyar Iparművészet, 1923)
- Külföldi iparművészeti kiállítások (Magyar Iparművészet, 1925)
- Iparművészeti oktatásunk seregszemléje. – A népművészeti és az iparművészet kölcsönös hatásáról (Magyar Iparművészet, 1928)
- A magyaros ízlés. Szemelvények a magyar háziipar, népművészet és iparművészet formakincséből. Összegyűjtötte Czakó Elemérrel. 132 fekete-fehér és 37 színes táblával. (A Könyvbarátok Szövetsége kiadványa, Budapest, 1929)